# Državna cesta D26
D26 je državna cesta u Hrvatskoj. Ukupna duljina iznosi 88,5 km.